# Ислам в Люксембурге
Ислам является самой маленькой по численности верующих религией в Люксембурге, после протестантизма, православия, и иудаизма. С 2008 года, Ислам получил юридическое признание.
По данным доклада НАТО, в Люксембурге насчитывается около 4000 мусульман. В середине 1970-х годов, мусульман насчитывалось около 300 человек, а к середине 1990-х годов их насчитывалось уже более 3000 человек. С того времени, численность мусульман удвоилась за счет беженцев из бывшей Югославии, в основном боснийцев. Беженцы,  никогда не задерживались в Люксембурге больше нескольких лет .
До 1960 года, мусульмане в Люксембурге составляли незначительное число, как и соседних странах, но, после мусульмане стали прибывать и постепенно расселились по всей стране. На сегодняшний день в Люксембурге существует  шесть мечетей: в Мамер (который также является зданием Исламского культурного центра), Нидеркорн, Эш-сюр-Альзетт, Вильц, Дикирх, и Люксембург(Авеню де ла Гар), по оценкам, около 10 000 — 12 000 мусульман проживают в Люксембурге. Это означает, что Ислам в настоящее время является второй по численности верующих религией в Люксембурге, после католицизма. Однако, это число является всего лишь оценочным, и не подтверждается. Кроме того, не известно, имеют ли гражданство все мусульмане или нет.